# Teoria diplomatico-strategică
Teoria diplomatico-strategică a fost elaborată de către Raymond Aron din perspectiva unei viziuni filosofico-sociologice asupra politicii și a dezvoltării ei istorice. ( Facem în acest cadru mențiunea că, pentru cercetătorii teoriilor relațiilor internaționale, Aron este pe deplin integrabil școlii realiste, însă personalitatea sa deosebită s-a manifestat și printr-o viziune care a depășit tentativa de a-i include fără rezerve în o anumită direcție de gândire). Relațiile internaționale sunt - în opinia lui - marcate de faptul că în societățile secolului nostru se află în competiție două tipuri- ideale (în sens weberian) de regimuri politice, caracterizate de variabile ce stau fața în față: competiția în fața monopolului, statul constituțional în fața celui revoluționar, pluralismul partidic față cu statul - partid, opozabile pentru că într-unui acționează ca principiu de bază respectul legalității și simțul compromisului pe când în celălalt credința și frica. De aici, contrapunerea, în viziunea lui Aron, a societăților egalitare și liberale pe de o parte, a celor egalitare și despotice pe de altă parte. Chiar și egalitatea - produs al epocii - se manifestă în primul tip de regim, ca egalitate politică și juridică, pe când în cel de-al doilea este în principal economică.
În toate societățile moderne esența politicii este oligarhică; însă în primul caz modul de exercitare a puterii este liberal, oligarhia este deschisa pentru că este expresia materializării principiului reprezentativității acționând în limitele legale care îi precizează marja de acțiune dând totodată o serie de garanții ale drepturilor și libertăților cetățeanului guvernat.